# La Révolte des zombies
La Révolte des zombies (Revolt of the Zombies) est un film américain réalisé par Victor Halperin, sorti en 1936.

## Synopsis
Au cours de la Première Guerre mondiale, un prêtre cambodgien travaillant pour le compte des alliés détient une formule magique permettant de lever une armée de zombies quasi-invincibles. Mais le prêtre est mystérieusement assassiné. Les alliés envoient une équipe internationale à Angkor. Sous prétexte de recherches archéologiques, elle va essayer de retrouver le secret du prêtre. Le secret sera trouvé mais une affaire de rivalité amoureuse viendra compliquer l'affaire.

## Fiche technique
- Titre : La Révolte des zombies
- Titre original : Revolt of the Zombies
- Réalisation : Victor Halperin
- Scénario : Victor Halperin, Howard Higgin et Rollo Lloyd
- Production : Edward Halperin
- Photographie : Jockey Arthur Feindel et Arthur Martinelli
- Pays d'origine :  États-Unis
- Format : Noir et Blanc - Mono
- Genre : Action, Horreur
- Durée : 65 minutes
- Dates de sortie : 1936

## Distribution
- Dorothy Stone : Claire Duval
- Dean Jagger : Armand Louque
- Roy D'Arcy : Colonel Mazovia
- Robert Noland : Clifford Grayson
- George Cleveland : Général Duval
- E. Alyn Warren : Dr Trevissant